# Roger Q. Mills
Roger Quarles Mills, född 30 mars 1832 i Todd County, Kentucky, död 2 september 1911 i Corsicana, Texas, var en amerikansk politiker och militär. Han tjänstgjorde som överste i sydstatsarmén i amerikanska inbördeskriget. Han representerade delstaten Texas i båda kamrarna av USA:s kongress, först i representanthuset 1873-1892 och sedan i senaten 1892-1899.
Mills flyttade 1849 till Texas och studerade juridik. Han inledde 1852 sin karriär som advokat i Corsicana. Han gick med i whigpartiet, bytte sedan parti till knownothings och fortfarande under 1850-talet till demokraterna. Han gifte sig 1855 med Carolyn R. Jones. Paret fick fem barn.
Mills stödde John Cabell Breckinridge i presidentvalet i USA 1860. Efter valet förespråkade han sedan Texas utträde ur USA. Han deltog i slaget vid Wilson's Creek som menig. Han avancerade senare till överste och deltog i slagen vid Chickamauga och Chattanooga.
Mills blev invald i representanthuset i kongressvalet 1872. Han omvaldes nio gånger. Senator John Henninger Reagan avgick 1891 och efterträddes av Horace Chilton fram till fyllnadsvalet följande år. Mills vann fyllnadsvalet och omvaldes sedan till en sexårig mandatperiod i senaten. Han efterträddes 1899 som senator av Charles A. Culberson.
Mills är begravd på Oakwood Cemetery i Corsicana. Roger Mills County i Oklahoma har fått sitt namn efter Roger Q. Mills.